# Świątkowizna
Świątkowizna – wieś w Polsce, położona w województwie kujawsko-pomorskim, w powiecie włocławskim, w gminie Fabianki.
| SIMC    | Nazwa                | Rodzaj    |
| ------- | -------------------- | --------- |
| 1034159 | Rumunki Świątkowizny | część wsi |

W latach 1975–1998 wieś administracyjnie należała do województwa włocławskiego.
Według Narodowego Spisu Powszechnego (III 2011 r.) liczyła 165 mieszkańców. Jest dwunastą co do wielkości miejscowością gminy Fabianki.